# Cross Country (Motorradsport)
Cross Country ist eine Offroad-Motorsportart für Motorräder und Quads. Gefahren wird dabei auf 5–20 km langen Rundkursen im Gelände. Die Renndauer beträgt zwischen 1 und 4 Stunden.

## Hintergrund
Cross Country wurde in Amerika entwickelt, wo sie zuerst als „Closed Area Enduros“ bezeichnet wurden. Hintergrund war wie in Europa dort, dass die klassischen Enduroveranstaltungen mehr und mehr mit Genehmigungsschwierigkeiten zu kämpfen hatten. Cross-Country-Rennen sind echte Rennen und kein Zuverlässigkeitswettkampf mit Einhaltung von Durchfahrtszeiten. Durch die Durchführung der Rennen auf abgeschlossenen Gelände sind Fahrzeuge mit Straßenzulassung nicht mehr notwendig.

## Serien
Cross Country ist inzwischen in vielen Ländern verbreitet. Die beiden größten und bekanntesten Serien weltweit sind die „Grand National Cross Country“ (GNCC) in den Vereinigten Staaten mit 13 Rennen und im Schnitt 800 Motorrädern und 600 Quads (ATVs) pro Rennen und die europäische „Cross Country Championship (XCC)“ die   ebenfalls stark besetzt ist. Sie findet derzeit als GCC (German Cross Country Championship) in Deutschland unter der Sporthoheit der Offroad Association International (OAI) statt und wird vom Unternehmen Baboons vermarktet. Die GCC besteht aus sechs bis sieben Rennen pro Jahr und jeweils ca. 650 Motorrädern sowie ca. 100 Quads (ATVs) und ist die teilnehmerstärkste Offroad Rennserie in Europa.